# 大特勒格勒山

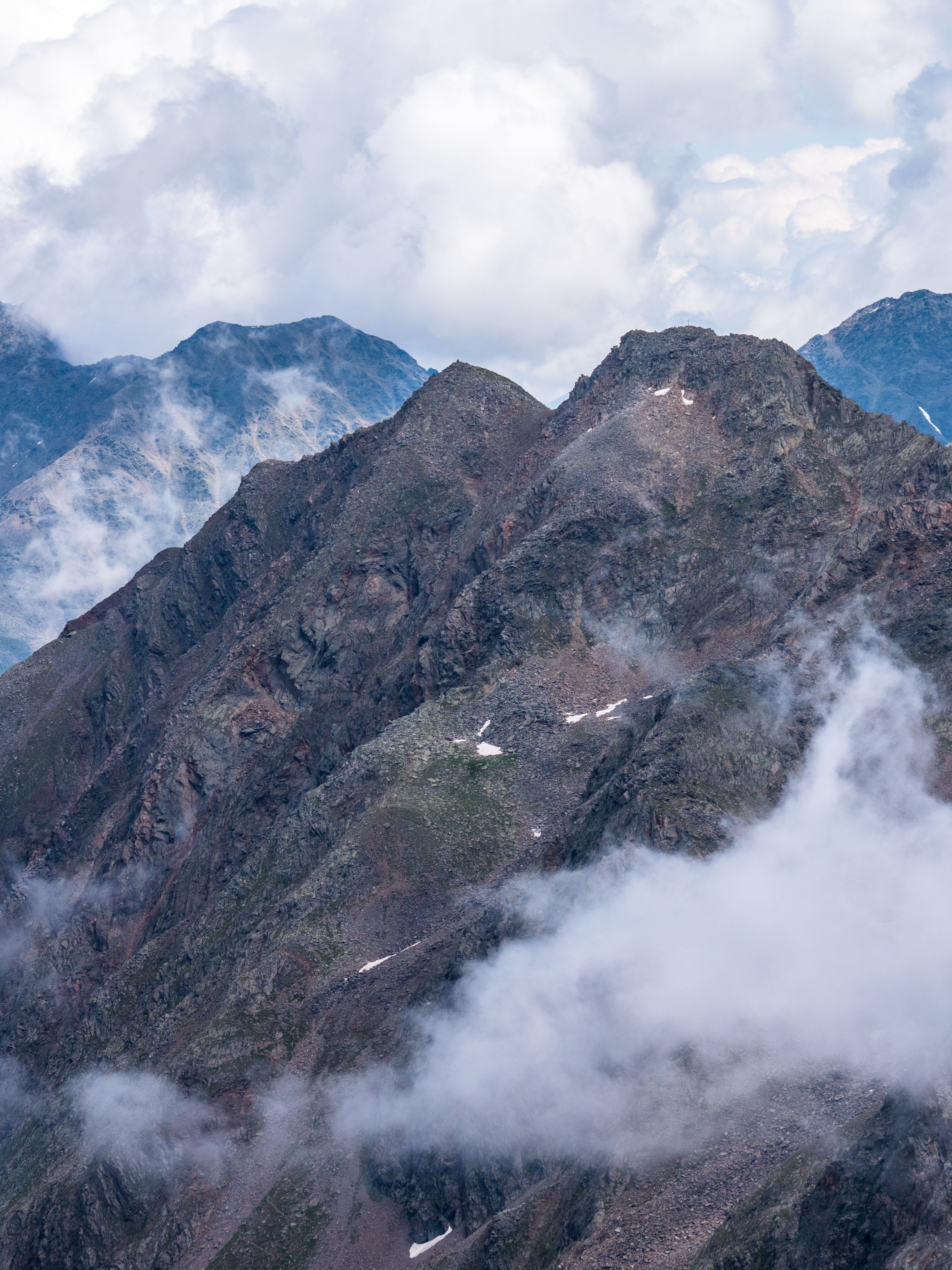

46°59′46″N 11°9′38″E / 46.99611°N 11.16056°E
大特勒格勒山（德語：Großer Trögler），是奧地利的山峰，位於該國西部，由蒂羅爾州負責管轄，屬於斯圖拜阿爾卑斯山脈的一部分，海拔高度2,902米，每年平均降雨量1,426毫米。